# Otok, Metlika
Otok este o localitate din comuna Metlika, Slovenia, cu o populație de 67 de locuitori.